# Podomyrma nitida
Podomyrma nitida é uma espécie de formiga do gênero Podomyrma, pertencente à subfamília Myrmicinae.